# Obergasse 31–33

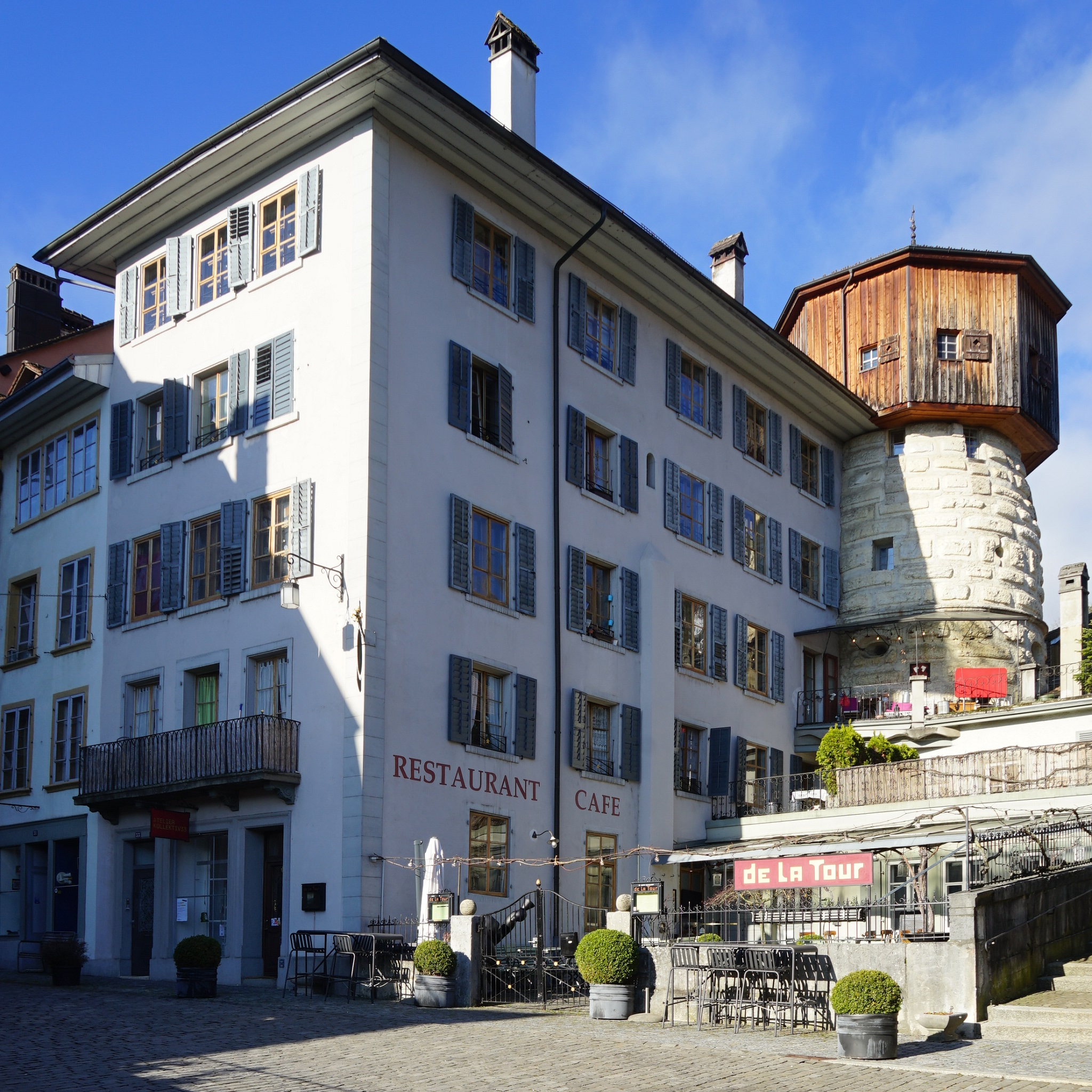
Ansicht des Hauses (2022)

Das Haus Obergasse 31–33 in Biel (französisch Bienne) im Schweizer Kanton Bern ist ein Ensemble aus zwei im Kern spätmittelalterlichen Häusern und dem angebauten «Rotschettenturm» der ehemaligen Stadtbefestigung. Das Haus mit der Nummer 33 erhielt 1876 eine neue Gassenfassade. Das gesamte Anwesen gehörte von 1846 bis 1850 dem deutschen Revolutionär Johann Philipp Becker, der dort ein Café und eine Tabakfabrik einrichtete.

## Lage
Das Doppelhaus liegt am Ende der Obergasse im Quartier Altstadt (Vieille ville) und hat dort die Nummern 31 und 33. Das gegenüberliegende Haus Obergasse 24 ist das 1544 erbaute «Fürstenhaus». Die Obergasse weitet sich zu ihrem südlichen Ende platzförmig auf. Zwischen Fürstenhaus und der Nummer 33 war das ehemalige Obertor angebaut, das die Obergasse zur Juravorstadt abschloss. Der Turm steht erhöht und ist an die nordwestliche Ecke des Hauses angebaut, er hat die Nummer 33a.

## Geschichte

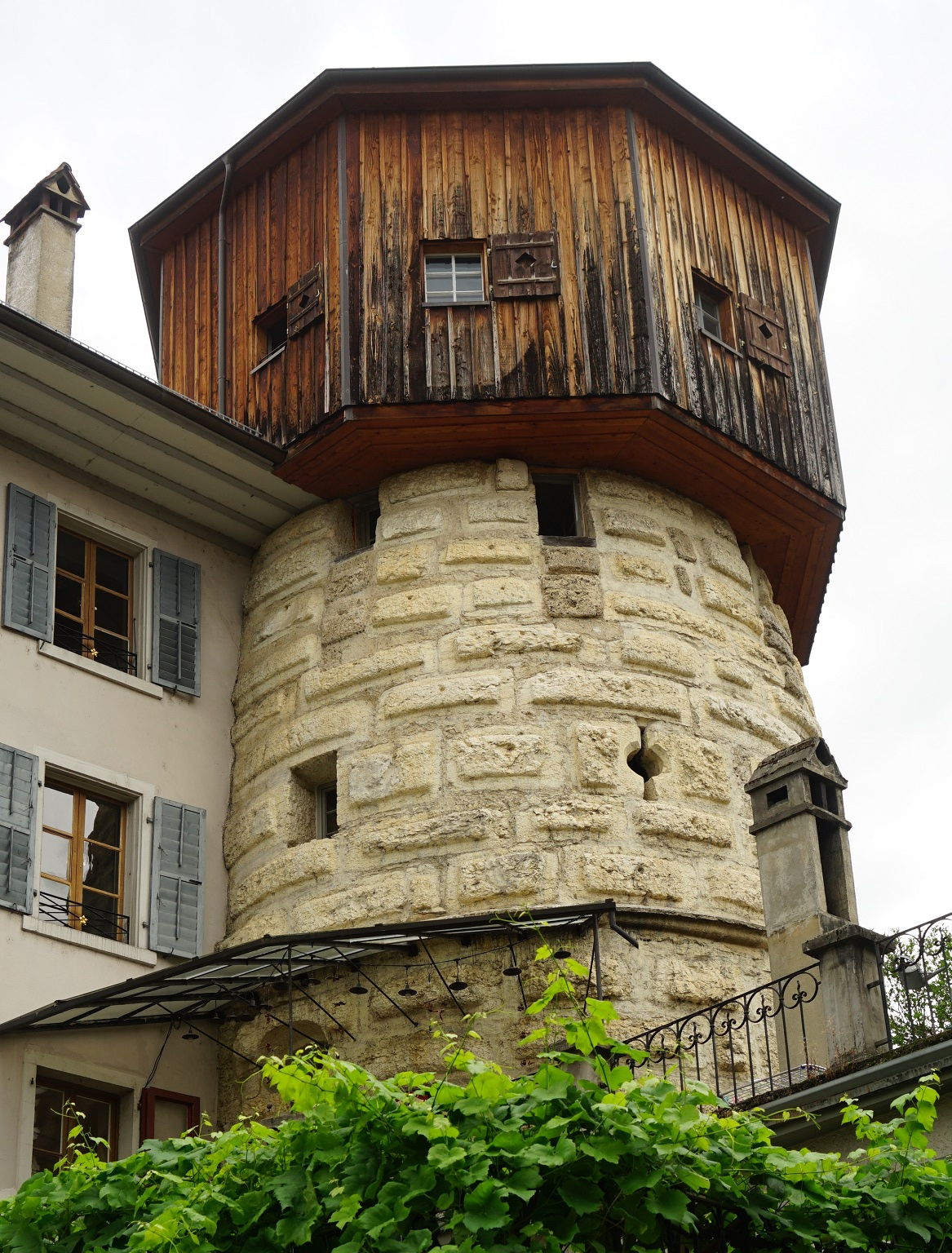
Ansicht des Turms (2022)

Das beiden Häuser wurden wohl im Spätmittelalter angelegt. Der Rotschettenturm war ein Wehrturm in der einstigen Stadtmauer nach der Stadterweiterung von 1295. In der Zeit des Dreissigjährigen Kriegs galt der Turm als schwach und baufällig. Burgermeister Niklaus Heinricher und Seckelmeister Bendicht Jeger schlossen am 10. November 1922 mit dem Maurer- und Werkmeister Peter Hans Tütsch einen Vertrag zum Bau eines neuen Turms. Im Frühjahr 1623 begann Tütsch mit dem Abbruch des alten Turms. Gegenüber dem Vertrag wurde der neubau um sieben auf 62 Schuh erhöht. Tütsch konnte am 21. August 1623 den Turmhelm aufsetzen. Am 13. Juli 1624 war das Bauwerk fertiggestellt. Die Gesamtkosten betrugen 222 Kronen und 1 1/2 Batzen. Nach dem Rats- und Bauherren der Stadt wurde der Turm auch «Möuwli-Turm» genannt. Der Bäcker Johannes Moser erwarb den Turm als Anstösser für eine Summe von 31 Kronen.
Johann Philipp Becker führte 1842 in Biel die Zigarren- und Tabakindustrie ein. Er kaufte vier Jahre später die beiden Häuser und den Turm. Den Spitzhelm liess er 1847 abbrechen und durch einen hölzernen Aufbau zum Trocknen der Tabakblätter ersetzen. Diese kaufte Becker im Freiburgischen und in der Waadt. Die Tabakfabrik im grossen Haus beschäftigte zuletzt über 70 Arbeiter, die meist aus politischen Gründen in die Schweiz geflüchtet waren. Im Erdgeschoss richtete Becker das Café «Saint Gervais» ein. Im Jahr 1850 zog Becker nach Genf und verkaufte das Anwesen an den Berner Oberförster Emil von Greyerz. Drei Jahre später veräusserte Greyerz Haus und Turm an den Tabakfabrikanten Schürch.
Nach dem Abriss des mächtigen Obertores erhielt das grosse Haus 1876 eine neue Fassadierung zur Obergasse hin. Der Ladeneinbau erfolgte etwas später. Der Turm blieb in Privatbesitz und erhielt 2000/2001 Fenster im Turmaufsatz.
Das Ensemble wurde mit Vertrag vom 5. Januar 2001 geschützt. Das Objekt ist «bemerkenswert» und hat «eine sehr wichtige Stellung am Eingang zur Altstadt». Der Rotschettenturm gilt als «Blickfang» am Ende der Altstadt.

## Beschreibung
Die Fassadierung des stattlichen Doppelhauses ist «sehr schlicht» bzw. «unprätentiös». Die beiden Häuser sind Putzbauten und vermutlich im Kern spätmittelalterlich. Aufschluss kann eine Bauuntersuchung geben.
- Obergasse 31: Das Haus hat über dem Laden drei Obergeschosse mit zwei Fensterachsen. Die Reihenfenster im obersten Geschoss lassen auf ein ehemaliges Uhrenatelier schliessen.[2]
- Obergasse 33: Über dem «hübschen» Laden im Erdgeschoss erheben sich vier Obergeschosse. Das Haus zeigt zur Gasse drei und nach Norden zur Juravorstadt fünf Fensterachsen. Der gassenseitige Balkon hat ein «gutes» Biedermeiergitter.
- Obergasse 33a: Der Turm steht auf dem ansteigenden Gelände. Er hat kräftige rustizierte Quader von fünf Schuh Stärke. Der polygonale Holzaufsatz hat einen Durchgang zum Dach des Wohnhauses.[2]

## Fussnoten
1. ↑  Die drei Inventarblätter für die drei Bauwerke haben identischen Inhalt.
2. 1 2 3 4 5  Denkmalpflege des Kantons Bern: Biel/Bienne, Obergasse 33. In: Bauinventar des Kantons Bern. Kanton Bern, abgerufen am 18. Januar 2024.

Koordinaten: 47° 8′ 34,4″ N, 7° 14′ 47,9″ O; CH1903: 585436 / 221341